# 大阪府三島救命救急センター
大阪府三島救命救急センター（おおさかふみしまきゅうめいきゅうきゅうセンター）は、大阪府高槻市にあった医療機関。公益財団法人大阪府三島救急医療センターが運営していた救命救急センターである。摂津市・茨木市・高槻市・島本町で構成される三島二次医療圏の災害拠点病院に指定され、厚生労働省の災害派遣医療チームDMAT指定医療機関であった。
公益財団法人日本医療機能評価機構認定病院(病院機能：3rdG:Ver.1.1、付加機能(救急)：Ver2.0(2回目,2016年6月3日認定,2021年3月3日認定有効期限))。

## 特徴
三次救急を専門に扱うセンターであったため、一般の外来診療は受け付けていなかった。

## 診療科
- 救急科
- 内科
- 外科
- 整形外科
- 放射線科
- 麻酔科
- 心臓血管外科
- 循環器内科
- 脳神経外科
- 小児科
- 形成外科

## 沿革
(この節の出典)
- 1962年6月 - 高槻市、島本町で在宅輪番制による内科・小児科の休日昼間帯の診療を開始。
- 1971年4月 - 高槻市医師会館に休日診療所が設置され、従来の在宅輪番制から固定式となる。
- 1971年8月 - 救急医療体制の速やかな整備を目的とし、高槻市医師会、大阪医科大学、高槻赤十病院、並びに議会代表、各種住民団体代表に行政代表が加わり、救急医療対策協議が発足する。
- 1972年10月 - 救急医療対策協議会の答申の具体化をはかるため、医療機関代表、高槻市議会及行政代表で専門的に検討する諮問機関（救急医療対策会議）が発足し、夜間休日応急診療所の開設を促す答申が出される。
- 1973年8月 - 高槻島本夜間休日応急診療所が開設。診療科目は内科・小児科・外科。これが救急医療センター構想の基盤となる。
- 1974年6月 - 財団法人「高槻島本救急医療センター」が発足し、高槻島本夜間休日応急診療所の運営を高槻市から委託される。
- 1978年4月 - 高槻島本夜間休日応急診療所が、現在の場所に新築移転する。休日の昼間帯に歯科の診療が加わる。
- 1980年4月 - 救命救急医療に関する諸問題について、学術的な立場から調査研究をおこない、救命救急医療のシステム化を目的として、高槻救命救急医療研究会が発足する。
- 1984年10月 - 法人名を財団法人「大阪府三島救急医療センター」に名称変更。
- 1985年11月 - 財団法人大阪府三島救急医療センターに、重症患者を対象とした三次救急施設「大阪府三島救命救急センター」を開設。高槻島本夜間休日応急診療所と併せて、全国でも例を見ない独立型救命救急センターとなる。
- 1987年1月 - 大阪医科大学学生の臨床実習（救急医学）を開始。
- 1997年3月 - 災害拠点病院に指定。
- 2002年10月 - 高槻市消防本部の共同事業として、救命救急センター医師同乗による特別救急隊（ドクターカー）試行運用開始。
- 2003年4月 - ひかり診療所の事業を地域から引き継ぐ形で開設。
- 2006年10月 - 特別救急隊、365日24時間対応の本格運用を開始。
- 2012年4月 - 「公益財団法人」大阪府三島救急医療センターとして認定される。
- 2013年4月 - 茨木市、摂津市が財団運営に参画。三島医療圏三市一町の運営となる。
- 2020年9月30日 - ひかり診療所を廃止。
- 2022年6月30日 - 学校法人大阪医科薬科大学の運営する大阪医科薬科大学病院へ機能移転のため閉院。

## クラウドファンディング
- 当センターの運営資金は、診療行為による収入をはじめとし、補助金等の公的資金や寄附金で成り立っているが、院内感染の発生や医師の不足による救急搬送の受け入れ制限によって、大きく収入が減ったために2019年、クラウドファンディングにより2,000万円の寄付を募ったところ、1,909名の寄付者より4,183万8,000円が寄せられ、2019年9月3日募集は終了した[4]。

## 交通アクセス
- JR京都線「高槻駅」西口より大阪方面へ徒歩約7分[5]。
- 阪急京都本線「高槻市駅」下車、駅より徒歩約13分でJR高槻駅、西口を出て大阪方面へ徒歩7分(計約20分)[5]。

## 周辺
- 芥川公園（隣接）
- 国道171号